# Újezd nade Mží
Újezd nade Mží – wieś i gmina w Czechach, w powiecie Pilzno Północ, w kraju pilzneńskim. Według danych z dnia 1 stycznia 2013 liczyła 70 mieszkańców.